# Thelyconychia discalis
Thelyconychia discalis är en tvåvingeart som beskrevs av Louis-Paul Mesnil 1957. Thelyconychia discalis ingår i släktet Thelyconychia och familjen parasitflugor. Inga underarter finns listade i Catalogue of Life.